# Rinnovamento Nazionale (Cile)
Renovación Nacional (Rinnovamento Nazionale) è un partito politico cileno di centro-destra e destra. Suo presidente è Carlos Larraín, ma il leader , fino al suo decesso nel febbraio 2024, era Sebastián Piñera, ex presidente del Cile.
È stato fondato nel 1987, dalla fusione tra il Movimento di unione nazionale, il Fronte nazionale del lavoro, esponenti del Partito nazionale e del Partito Cristiano Democratico Cileno e dal Movimento di Unione dei democratici indipendenti, poi resosi autonomo come Unione Democratica Indipendente, tutti sostenitori della dittatura militare di Augusto Pinochet. I suoi esponenti, però, tranne l'UDI, nel referendum su Pinochet del 1988 non fecero campagna elettorale in favore del generale.
È membro, insieme all'UDI, dell'Alleanza per il Cile, centro-destra, e ne ha rappresentato per molti anni la componente liberale.
Può essere tranquillamente considerato un partito legato al Liberalismo conservatore.
È membro dell'Unione democratica internazionale.
Col passare del tempo, il partito si è visto scavalcare elettoralmente dall'UDI. Alle elezioni del 1989, le prime dopo la dittatura, ottenne il 18,2% dei voti e l'UDI il 9,2%. Nelle consultazioni del 1993 e del 1997 i due partiti ottennero entrambi intorno al 14-16%. Alle legislative del 2001, invece, l'UDI ottenne il 25% e RN il 13,7%. Alle politiche del 2005, Rn è salita al 14,1% e l'UDI pur scendendo al 22,4 è rimasto il primo partito cileno. Nonostante questa competizione interna, l'Alleanza è rimasta all'opposizioni dal 1990 fino al 2009.
Nel 2009, insieme a UDI e Chile Primero ha costituito il cartello elettorale Coalición por el Cambio, e ha vinto le elezioni con Sebastián Piñera, presidente eletto del Cile.
Alle elezioni del 2017 il partito vince nuovamente al secondo turno con Piñera nuovamente vincitore.
In seguito alle proteste contro il governo Piñera svoltesi a Santiago tra il 2019 ed il 2020, RN si divide e non assume una linea ufficiale rispetto al plebiscito nazionale in Cile del 2020. Alle successive elezioni costituenti si presenta in coalizione con UDI, Evopoli e Partito Repubblicano. In seguito alle dimissioni di Piñera dalla presidenza, appoggia alle elezioni la candidatura dell'indipendente Sebastián Sichel al primo turno, insieme ai suoi alleati di centro-destra, per poi sostenere il radicale José Antonio Kast al secondo turno. In seguito all'elezione del candidato di sinistra Gabriel Boric, RN torna all'opposizione.
In occasione del plebiscito sulla proposta del nuovo testo costituzionale, insieme agli altri partiti di destra del paese, RN sostiene l'opzione del No, che risulta maggioritaria.

## Loghi

1987-2001, 2002-2005, 2012-2014 e dal 2018
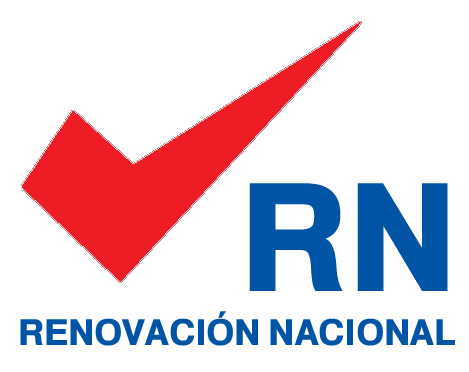
2001-2002
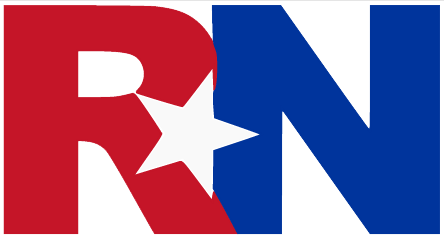
2005-2009
2009-2012
2014-2018